# Рокка-Романа
Ро́кка-Рома́на (итал. Rocca Romana, дословно — «Римская Скала») — гора в Италии, в области Лацио, в провинции Витербо, к северу от озера Браччано и коммуны Тревиньяно-Романо. Гора представляет собой потухший вулкан и является высочайшей вершиной горной гряды Сабатини (612 метров). Несмотря на свою небольшую высоту, гора видна издалека и хорошо узнаваема за свою заострённую форму. Склоны горы покрыты густыми лесами, в которых преобладают дубы.